# سفاين هانسن
سفاين هانسن (بالنرويجية البوكمول: Svein Norman Hansen)‏ هو لاعب هوكي الجليد نرويجي، ولد في 18 أبريل 1943، وتوفي في 14 أغسطس 2012.

## وصلات خارجية
- سفاين هانسن على موقع أوليمبيديا (الإنجليزية)